# Polideportivo Popper y López
El Polideportivo Popper y López también alternativamente Polideportivo de San José es el nombre que recibe una instalación deportiva localizada en la Parroquia San José en el Municipio Libertador al oeste del Distrito Metropolitano de Caracas y al centro norte del país sudamericano de Venezuela.
Se trata de un centro de alta competencia de 1800 metros cuadrados especializado en la práctica del Tenis, en particular en la variedad de Tenis de Mesa. Incluye además facilidades para deportistas con algún tipo de discapacidad. El espacio es parte de un complejo que incluye cafetín, gimnasio, vestuarios, baños, una plaza, piscinas y espacios para la práctica de ajedrez.
Recibe su nombre en honor de los destacados deportistas venezolanos Elizabeth Popper y Francisco López. Fue inaugurado en diciembre de 2015 dependiendo de las autoridades municipales.